# NGC 1397
NGC 1397 (również PGC 13485) – galaktyka spiralna z poprzeczką (SB0-a), znajdująca się w gwiazdozbiorze Erydanu. Odkrył ją William Herschel 30 września 1786 roku.